# Клубовщина
Клубо́вщина (рос. Клубовщина) — присілок у складі Шабалінського району Кіровської області, Росія. Входить до складу Черновського сільського поселення.
Населення становить 7 осіб (2010, 9 у 2002).
Національний склад станом на 2002 рік — росіяни 100 %.